# Olivia Asselin
Olivia Asselin (Lévis, 24 febbraio 2004) è una sciatrice freestyle canadese, specializzata in slopestyle e big air.

## Biografia
Specialista dello slopestyle e del big air e attiva a livello internazionale dal gennaio 2019, la Asselin ha debuttato in Coppa del Mondo il 3 novembre dello stesso anno, giungendo 8ª nel big air di Modena e ha ottenuto il suo primo podio il 16 dicembre 2022 classificandosi 3ª nella stessa specialità a Copper Mountain, nella gara vinta dalla sua connazionale Megan Oldham.

## Palmarès

### Winter X Games
- 4 medaglie:
  - 2 ori (knuckle huck ad Aspen 2024; street style Aspen 2025)
  - 1 argento (slopestyle ad Aspen 2025)
  - 1 bronzo (big air ad Aspen 2022)

### Coppa del Mondo
- Miglior piazzamento in classifica generale: 12ª nel 2022
- 2 podi:
  - 2 terzi posti